# Stelică Morcov
Stelică Morcov (Azuga, 1º novembre 1951) è un ex lottatore rumeno, specializzato nella lotta libera.

## Palmarès
- Giochi olimpici

Montréal 1976: bronzo nei -90 kg;
- Europei

Leningrado 1976: bronzo nei -90 kg;